# Champions Challenge 2003. (hokej na travi)
2. natjecanje za Champions Challenge u hokeju na travi za muške se održalo 2003. godine. Predstavljao je drugi jakosni razred svjetskog reprezentativnog hokeja na travi.

## Mjesto i vrijeme održavanja
Održao se od 19. do 27. srpnja 2003. u južnoafričkom gradu Johannesburgu. Susreti su se igrali na stadionu Randburg.

## Natjecateljski sustav
Igralo se po jednostrukom ligaškom sustavu. Za pobjedu se dobivalo 3 boda, za neriješeno 1 bod, a za poraz nijedan bod. 
Nakon ligaškog dijela, igralo se za poredak. Prvi i drugi na ljestvici su doigravali za zlatno odličje, treći i četvrti za brončano odličje, a peti i šesti na ljestvici za 5. i 6. mjesto. 6. je ispadao u niži natjecateljski razred.
Pobjednik je stjecao pravo sudjelovati u višem natjecateljskom razredu, na Prvačkom trofeju iduće godine u Lahoreu, u Pakistanu.

## Sudionici
- JAR, domaćin
- Engleska
- Južna Koreja
- Malezija
- Novi Zeland
- Španjolska

### Engleska
(1.) Jimi Lewis (vratar), (2.) Simon Mason (vratar), (3.) Robert Todd, (4.) Jason Collins, (5.) Jon Peckett, (6.) Craig Parnham (kapetan), (7.) Guy Fordham, (8.) Andy West, (9.) Mark Pearn, (10.) Jimmy Wallis, (11.) Brett Garrard, (12.) David Mathews, (13.) Danny Hall, (14.) Ben Hawes, (15.) Barry Middleton, (16.) Martin Jones, (17.) Michael Johnson, (18.) Jerome Goudie. Trener: Mike Hamilton.

### Malezija
(1.) Roslan Jamaluddin (vratar), (2.) Muhamad Amin Rahim, (3.) Chua Boon Huat, (4.) Gobinathan Krishnamurthy, (5.) Kuhan Shanmuganathan (kapetan), (6.) Nor Azlan Bakar, (7.) Azlan Misron, (8.) Jiwa Mohan, (9.) Mohammed Madzli Ikmar, (10.) Tajol Rosli Mohamed, (11.) Mohamed Rodhanizam Radzi, (12.) Keevan Raj Kalikavandan, (13.) Ismail Abu, (14.) Prabahkaran Periyathamby, (15.) Shaiful Azli Abdul Rahman, (16.) Kumar Subramamiam (vratar), and (17.) Fairuz Ramli Mohamed. Trener: Paul Lissek.

### Novi Zeland
(1.) Simon Towns (kapetan), (2.) Mitesh Patel, (3.) David Kosoof, (4.) Darren Smith, (5.) Wayne McIndoe, (6.) Dion Gosling, (7.) Blair Hopping, (8.) Dean Couzins, (9.) Casey Henwood, (10.) Ryan Archibald, (11.) Umesh Parag, (14.) Bevan Hari, (16.) Paul Woolford (vratar), (17.) Kyle Pontifex (vratar), (18.) Phillip Burrows, (19.) Hayden Shaw, (21.) Bryce Collins, and (24.) Gareth Brooks. Trener: Charlie Oscroft.

### JAR
(1.) David Staniforth (vratar), (3.) Ken Forbes, (4.) Craig Jackson (kapetan), (5.) Craig Fulton, (6.) Bruce Jacobs, (7.) Gregg Clark, (8.) Iain Evans, (9.) Emile Smith, (10.) Mike Cullen, (12.) Justin King, (13.) Steve Evans, (14.) Eric Rose-Innes, (15.) Kevin Chree, (16.) Marvin Bam, (17.) Reece Basson, (18.) Wayne Denne, (19.) Chris Hibbert (vratar), (20.) Charl van der Merwe. Trener: Paul Revington.

### Južna Koreja
(1.) Koo Dong-Shik (vratar), (2.) Cha Jong-Bok, (3.) Hong Eun-Seong, (5.) Lim Jung-Woo, (6.) Lee Sung-Min, (7.) Kim Chul, (8.) Kim Jung-Chul (kapetan), (9.) Seo Jong-Ho, (10.) Yoon Young-Sik, (11.) Lee Jung-Seon, (13.) Lee Nam-Yong, (15.) Hwang Seung-Sun, (17.) Yoo Min-Ho, (19.) You Hyo-Sik, (20.) Park Wan-Tae, (21.) Jang Jong-Hyun), (22.) Kim Sam-Seok, and (23.) Hong Sung-Kweon. Trener: Kim Young-Kyu.

### Španjolska
(1.) Bernardino Herrera (vratar), (2.) Santi Freixa, (3.) Pau Quemada, (4.) Marc Garcia-Cascon, (5.) Francisco "Kiko" Fábregas, (6.) Miquel Codina, (7.) Juan Escarré (kapetan), (8.) Alex Fábregas, (9.) Pablo Amat, (10.) Eduardo Tubau, (11.) Eduardo Aguilar, (12.) Alberto Esteban, (13.) Ramón Alegre, (14.) Josep Sánchez, (16.) Xavier Ribas, (17.) Albert Sala, (18.) Rodrigo Garza, and (22.) Francisco Cortes (vratar). Trener: Maurits Hendriks.

## Rezultati prvog dijela natjecanja
| 17. srpnja 2003.         |       |                   |  |
| JAR                      | 3 : 1 | Malezija          |  |
| King 8'., 47.' Smith 50' |       | Shanmuganathan 3' |  |

| 19. srpnja 2003.                                |       |                           |  |
| Španjolska                                      | 6 : 2 | Engleska                  |  |
| Ribas 4'., 34.' Amat 35'., 45.' Tubau 41'., 68' |       | Middleton 12.' Goudie 70' |  |

| 19. srpnja 2003. |       |             |  |
| Južna Koreja     | 0 : 0 | Novi Zeland |  |
|                  |       |             |  |

| 20. srpnja 2003. |       |          |  |
| Novi Zeland      | 1 : 1 | Malezija |  |
| Brooks 31'       |       | Abu 58'  |  |

| 20. srpnja 2003.   |       |     |  |
| Engleska           | 2 : 0 | JAR |  |
| Hall 8.' Pearn 55' |       |     |  |

| 20. srpnja 2003.    |       |                               |  |
| Španjolska          | 2 : 3 | Južna Koreja                  |  |
| Tubau 4.' Ribas 55' |       | Lee Jung-seon 48'., 52'., 64' |  |

| 22. srpnja 2003.        |       |                                 |  |
| Južna Koreja            | 2 : 3 | JAR                             |  |
| Lee Jung-seon 12'., 65' |       | King 11.' Basson 55.' Evans 68' |  |

| 22. srpnja 2003.   |       |                                 |  |
| Novi Zeland        | 2 : 3 | Španjolska                      |  |
| Parag 6.' Hari 38' |       | Ribas 23.' Tubau 40.' Garza 70' |  |

| 22. srpnja 2003.                                        |       |            |  |
| Malezija                                                | 4 : 1 | Engleska   |  |
| Mohan 15.' Kalikavandan 50.' Misron 59.' TR Mohamad 68' |       | Garrard 6' |  |

| 23. srpnja 2003. |       |                    |  |
| JAR              | 1 : 2 | Novi Zeland        |  |
| King 3'          |       | Hari 34.' Shaw 44' |  |

| 23. srpnja 2003.                  |       |             |  |
| Južna Koreja                      | 2 : 1 | Engleska    |  |
| Lee Jung-seon 3.' You Hyo-sik 29' |       | Mathews 52' |  |

| 23. srpnja 2003.         |       |                                  |  |
| Malezija                 | 2 : 3 | Španjolska                       |  |
| Shanmuganathan 17'., 57' |       | Freixa 9.' Esteban 23.' Amat 35' |  |

| 25. srpnja 2003. |       |     |  |
| Španjolska       | 1 : 0 | JAR |  |
| Ribas 63'        |       |     |  |

| 25. srpnja 2003.                   |       |                                                                     |  |
| Malezija                           | 2 : 5 | Južna Koreja                                                        |  |
| Shanmuganathan 25.' TR Mohamad 41' |       | Lee Jung-seon 12'., 30'., 39.' Seo Jong-ho 45.' Hwang Seung-sun 70' |  |

| 25. srpnja 2003.                     |       |          |  |
| Novi Zeland                          | 4 : 0 | Engleska |  |
| Burrows 9'., 40.' Shaw 11.' Hari 59' |       |          |  |

### Poredak nakon prvog dijela natjecanja
```
 1. 
 Španjolska        5      4     0     1     (15: 9)      
12

 2. 
 Južna Koreja      5      3     1     1     (12: 8)      
10

 
 3. 
 Novi Zeland       5      2     1     1     ( 9: 5)      
 8

 
 4. 
 JAR               5      2     0     3     ( 7: 8)      
 6

 
 5. 
 Malezija          5      1     1     3     (10:13)      
 6

 
 6. 
 Engleska          5      1     0     4     ( 4:18)       
0
```

## Doigravanje
- za 5. mjesto

| 27. srpnja 2003.          |       |                                 |  |
| Malezija                  | 2 : 3 | Engleska                        |  |
| Shanmuganathan 19'., 22.' |       | Hawes 14.' Wallis 64.' Hall 68' |  |

- za brončano odličje

| 27. srpnja 2003. |                               |                      |  |
| Novi Zeland      | 2 : 2 (prod.) (4 : 5) (rasp.) | JAR                  |  |
| Shaw 25'., 48'   |                               | Cullen 44.' King 46' |  |

- za zlatno odličje

| 27. srpnja 2003.                                                      |       |                                                        |  |
| Španjolska                                                            | 7 : 3 | Južna Koreja                                           |  |
| Tubau 8'., 36'., 41.' Esteban 14'., 63.' Escarré 3.' (k.u.) Ribas 41' |       | Lee Jung-seon 20.' Yoon Young-sik 62.' You Hyo-sik 64' |  |

## Završni poredak
| Mj. | Momčad       |
| --- | ------------ |
| 1.  | Španjolska   |
| 2.  | Južna Koreja |
| 3.  | JAR          |
| 4.  | Novi Zeland  |
| 5.  | Engleska     |
| 6.  | Malezija     |

| Pobjednici Champions Challengea |
| ------------------------------- |
| Španjolska Prvi naslov          |

## Najbolji sudionici
| najbolji strijelac | najbolji vratar  |
| ------------------ | ---------------- |
| Lee Jung-Seon      | David Staniforth |

## Vanjske poveznice
- (engl.) FIH official website   Arhivirana inačica izvorne stranice od 17. listopada 2009. (Wayback Machine)